# Liste der Gouvernements der Palästinensischen Autonomiebehörde
Die Palästinensischen Autonomiegebiete des Westjordanlandes und des Gazastreifens wurden nach der Unterzeichnung des Gaza-Jericho-Abkommens am 4. Mai 1994 in Kairo in drei Gebiete (Area A, Area B, und Area C) und 16 Gouvernements (arabisch محافظة muhāfaza, DMG muḥāfaẓa) unterteilt und unter die rechtliche Zuständigkeit der Palästinensischen Autonomiebehörde (PNA) gestellt.

## Statistik
| Gouvernement         | Fläche km² | Einwohner (2015) |
| -------------------- | ---------- | ---------------- |
| Dschenin             | 583        | 318.958          |
| Tubas                | 402        | 66.854           |
| Tulkarm              | 246        | 185.314          |
| Nablus               | 605        | 389.329          |
| Qalqilya             | 166        | 113.574          |
| Salfit               | 204        | 72.279           |
| Ramallah und al-Bira | 855        | 357.969          |
| Jericho              | 593        | 53.562           |
| Jerusalem            | 345        | 426.533          |
| Bethlehem            | 659        | 221.802          |
| Hebron               | 997        | 729.194          |
| Westjordanland       | 5.655      | 2.935.368        |

| Gouvernement  | Fläche km² | Einwohner (2015) |
| ------------- | ---------- | ---------------- |
| Nordgaza      | 61         | 377.126          |
| Gaza          | 74         | 645.204          |
| Dair al-Balah | 58         | 273.381          |
| Chan Yunis    | 108        | 351.934          |
| Rafah         | 64         | 233.490          |
| Gazastreifen  | 365        | 1.881.135        |